# Some Baby
Some Baby é um curta-metragem norte-americano de 1915, do gênero comédia, estrelado por Harold Lloyd.

## Elenco

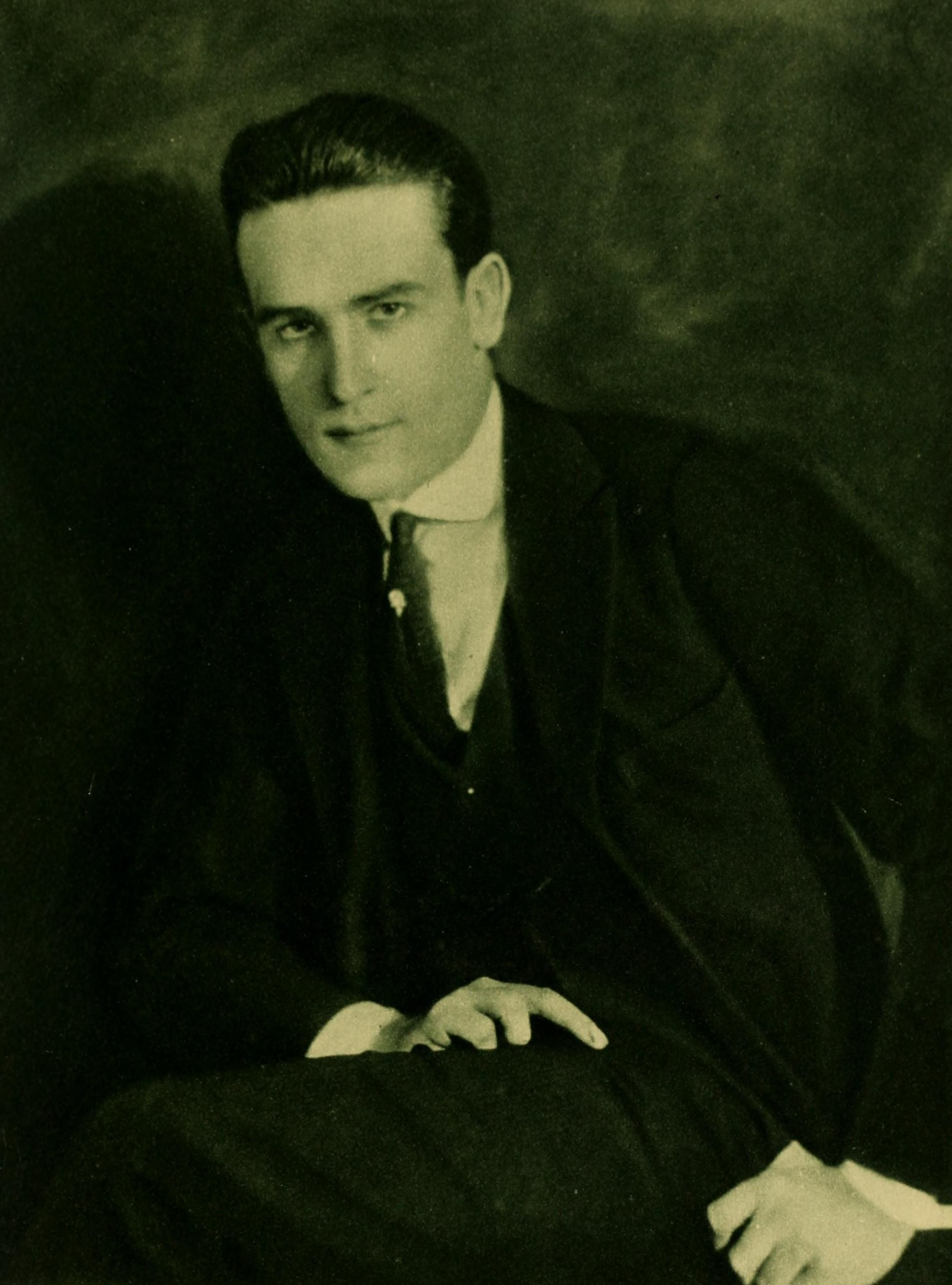
Harold Lloyd

- Harold Lloyd - Lonesome Luke
- Gene Marsh
- Elsie Greeson
- Jack Spinks
- Arthur Harrison